# فلوریان میگل
فلوریان میگل (انگلیسی: Florian Miguel؛ زادهٔ ۱ سپتامبر ۱۹۹۶) بازیکن فوتبال اهل فرانسه است.
وی همچنین در تیم ملی فوتبال زیر ۱۷ سال فرانسه بازی کرده‌است.